# Schneidheimer Sechta
Die Schneidheimer Sechta ist ein über 21 km langer linker Zufluss der Eger im Ostalbkreis in Baden-Württemberg. Nicht zu verwechseln ist sie mit der Röhlinger Sechta, die ein nahegelegener Zufluss der Jagst ist.

## Verlauf
Die Schneidheimer Sechta entspringt nordwestlich von Tannhausen, das sie bald in südöstlichem Lauf erreicht. Sie fließt von da in südlicher Richtung durch Oberschneidheim, Unterschneidheim und Oberdorf. In Bopfingen mündet die Schneidheimer Sechta von links in die hier selbst erst 5,3 km lange Eger.
Im obersten Abschnitt bis Tannhausen läuft die Sechta in einer sehr flachen Mulde, ab Tannhausen in einem wenig eingetieften Tal. Ab Unterschneidheim weitet es sich zu einer breiten, flachen Mulde. Erst im untersten Talabschnitt wird sein Rand mit dem seinen Grund um rund 200 m überragenden Ipf erstmals steil, einem Zeugenberg der Schwäbischen Alb, den die Sechta vom merklich niedrigeren Albvorland um Lauchheim-Röttingen und Schloss Baldern in seinem Westen trennt.
Ans Ufer der Sechta tritt kaum irgendwo Wald. Fälschlicherweise wird die Schneidheimer Sechta oft als Oberlauf der Eger angesehen.

## Name
Das Gewässer wurde im Jahr 1298 („apud fluvium Sehtan“) zum ersten Mal urkundlich erwähnt. Vermutlich leitet sich der Name vom germanischen Verb *seihw- „gießen“ (hieraus ahd. sīhan „seihen“) ab.

## Zuflüsse
Hierarchische Liste von Zuflüssen, jeweils, von der Quelle zur Mündung. Auswahl.
- Kegelgraben, von links und Ostnordosten am Südrand von Tannheim, 1,6 km und 1,3 km²
- Viehlohgraben, von links und Osten, 1,2 km und 0,8 km²
- Schlierbach, von rechts und Westnordwesten, 5,1 km und 8,5 km²
  - Mahdgraben, von links
  - Auchtgraben, von rechts
- Salzgraben, von links und Osten, 1,0 km
- Fischgrüblesgraben, von rechts und Westnordwesten, 0,9 km
- Gansgraben, am Oberlauf Riedbach, von rechts und Westnordwesten, 4,1 km
- Hofwiesengraben, von links und Osten aus Oberschneidheim, über 0,2 km
- Westeregraben, von rechts und Westnordwesten gegenüber Oberschneidheim, 3,3 km
- (Bach vom Feuchtgebiet in der Heide), von rechts und Westen gegenüber Unterschneidheim
- Gehaierlengraben, von links gegenüber dem Gewerbegebiet im Süden von Unterschneidheim
  - Wallensulzgraben, von rechts an den Sportplätzen von Unterschneidheim
- Millengraben, von rechts nach dem Gewerbegebiet von Unterschneidheim
- Hartgraben, von rechts und Nordwesten, 1,4 km
- Nordhausener Acht oder Achbach, von links und Nordnordosten gegenüber Sechtenhausen, 8,7 km und 13,7 km²
  - Dorfwiesgraben, von links
- Aalbach, von rechts und Nordwesten bei Sechtenhausen, 5,9 km und 13,2 km²
  - Talgraben, von links
  - Schwickfeldgraben, von rechts
  - Schindersfeldgraben, von rechts
    - Riedgraben, von links

  - Schlatgraben, von rechts
    - Sulzgraben, von links
      - Brühlgraben, von links

  - Scherweidgraben, von rechts
- Kirchenbach, von rechts und Westen bei Itzlingen, 3,7 km und 7,3 km²
  - Moosgraben, von links nach Kerkingen
    - Schmiedwiesengraben, von links in Kerkingen
- Klingengraben, von links
- Edelbach, von rechts und Nordwesten, 5,5 km und 9,1 km²
  - Kottengraben, von rechts
  - Großheidegraben, von rechts
  - Talwiesengraben, von rechts
    - Wolfswiesengraben, von rechts
- Steinbruchgraben, am Oberlauf Heidegraben, von links und Südosten, 1,3 km
- Unkentalgraben, am Oberlauf Federwiesengraben, von links
- Goldäckergraben, von rechts und Westen, 1,1 km